# 张瑾 (隋朝)
张瑾（557年—7世纪），隋朝、唐朝将领。

## 生平

### 隋朝年间
张瑾善弓马，有膂力，年轻时以豪侠闻名。
隋炀帝大业二年（606年）七月，炀帝敕令纳言苏威、左翊卫大将军宇文述、左骁卫大将军张瑾、内史侍郎虞世基、御史大夫裴蕴、黄门侍郎裴矩参掌选事，时人谓之“选曹七贵”，虽然选官由七人共商，但实际由虞世基独裁。
左卫大将军宇文述得宠，一次有评议，左卫将军张瑾偶尔不中其意，宇文述张目叱责，张瑾惶惧逃跑，文武百僚都不敢违忤宇文述。
大业八年（612年）五月，隋炀帝征讨高句丽，命右御卫将军张瑾出襄平道，与诸将会于鸭绿水西。
大业十一年（615年），隋炀帝被突厥围于雁门，张瑾率骁果军出城击战，一日九捷，炀帝登城望见，大悦，赐帛二千，拜翊卫大将军。

### 唐朝年间
隋朝末年，张瑾被守卫东都洛阳的隋将、后来废隋自称郑帝的王世充挟持。唐朝灭郑后，唐高祖征张瑾入朝，以旧恩历任右卫大将军、军器太监。高祖哀其年老，从容说自己体恤他，虽然不惜官职，但担心有损他的身体。张瑾坚称幸遇明时，要为高祖效力。武德八年（625年）五月，获任为羽林将军。
六月，突厥入寇太原、灵州，高祖命右卫大将军张瑾为并州道行军总管，出兵抵御，以中书侍郎温彦博为行军长史。七月，代州都督蔺謩为突厥所败，高祖命张瑾屯石岭关，李高迁屯太谷，皇子秦王李世民屯蒲州道；八月，张瑾未到，突厥军已越过石岭关，围并州，攻灵州，骚扰潞、沁、韩三州。高祖又以检校扬州大都督府长史李靖为行军总管，出潞州道，统江淮兵一万会合张瑾屯兵太谷。突厥颉利可汗集兵十余万，大掠朔州，又袭击张瑾率领的太原唐军。太谷一战，唐军在突厥围攻下兵败，郓州都督张德政战死，温彦博被俘，张瑾全军覆没，本人脱身投奔李靖，唐军只有李靖所部得全。
武德九年（626年）六月，突厥数万骑围乌城，高祖遣皇子齐王李元吉督右武卫大将军李艺、天纪将军张瑾率兵救援。也就是说张瑾当时统领关内十二军的泾州道天纪军。当月发生玄武门之变，李元吉被李世民所杀。李世民被立为皇太子。张瑾不敢与突厥交战，退守豳州。
同年，高祖退位给李世民，李世民登基是为唐太宗。他念张瑾年老，拜为冠军将军，加散秩以为优待。又念及其是先朝老臣，每次谒见都赐座于廊下，以为礼待。治书侍御史杜正伦弹劾张瑾素无才略、屡战屡败仍试图干预朝政，七十岁了还安于朝廷的恩宠俸禄而不肯致仕。于是张瑾罢官回家。